# Wik-epa
Wik-epa är ett utdött australiskt språk. Wik-epa talades i Queensland. Wik-epa tillhörde de pama-nyunganska språken.